# Klosterverken

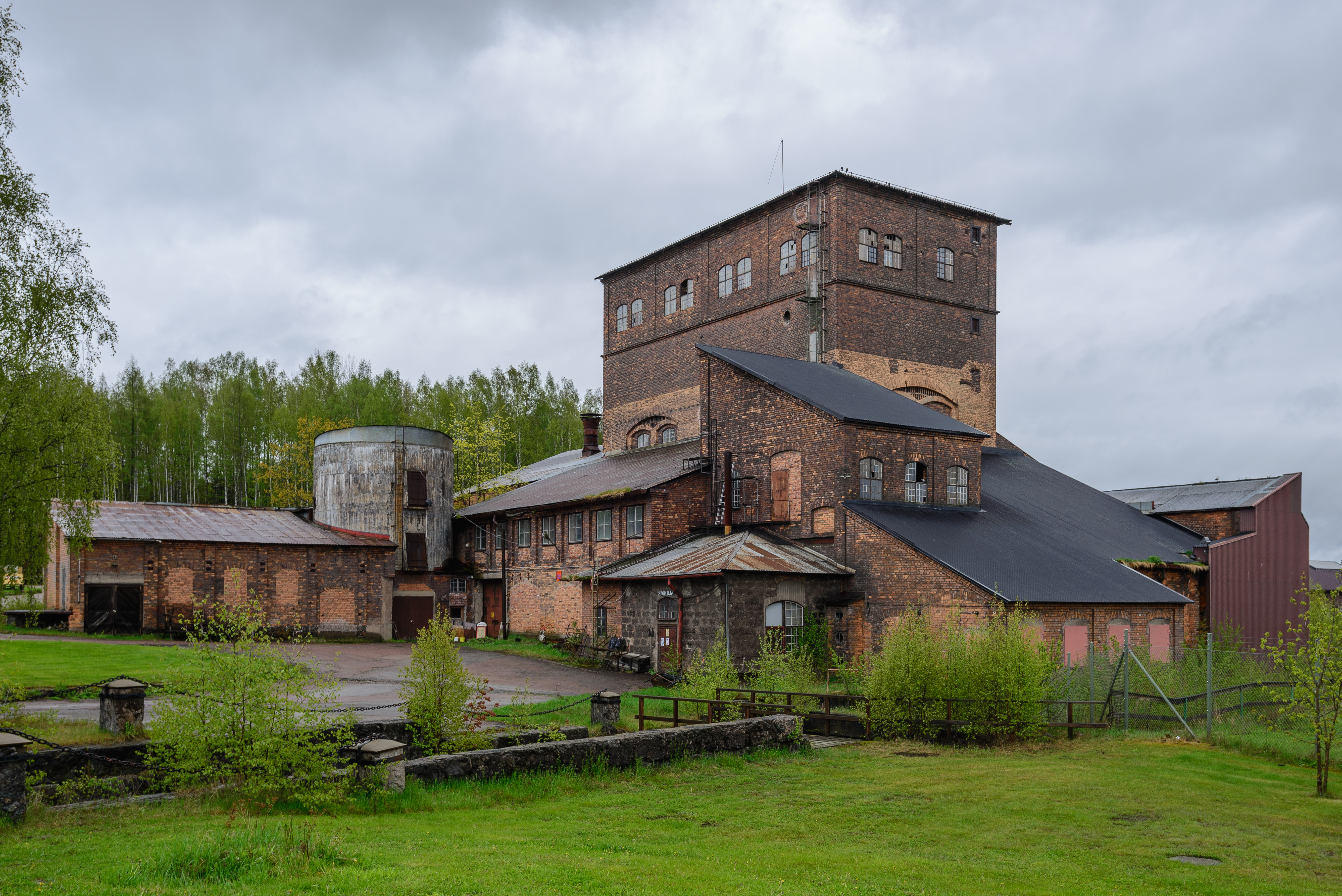
Masugnen i Långshyttan, i drift till 1948

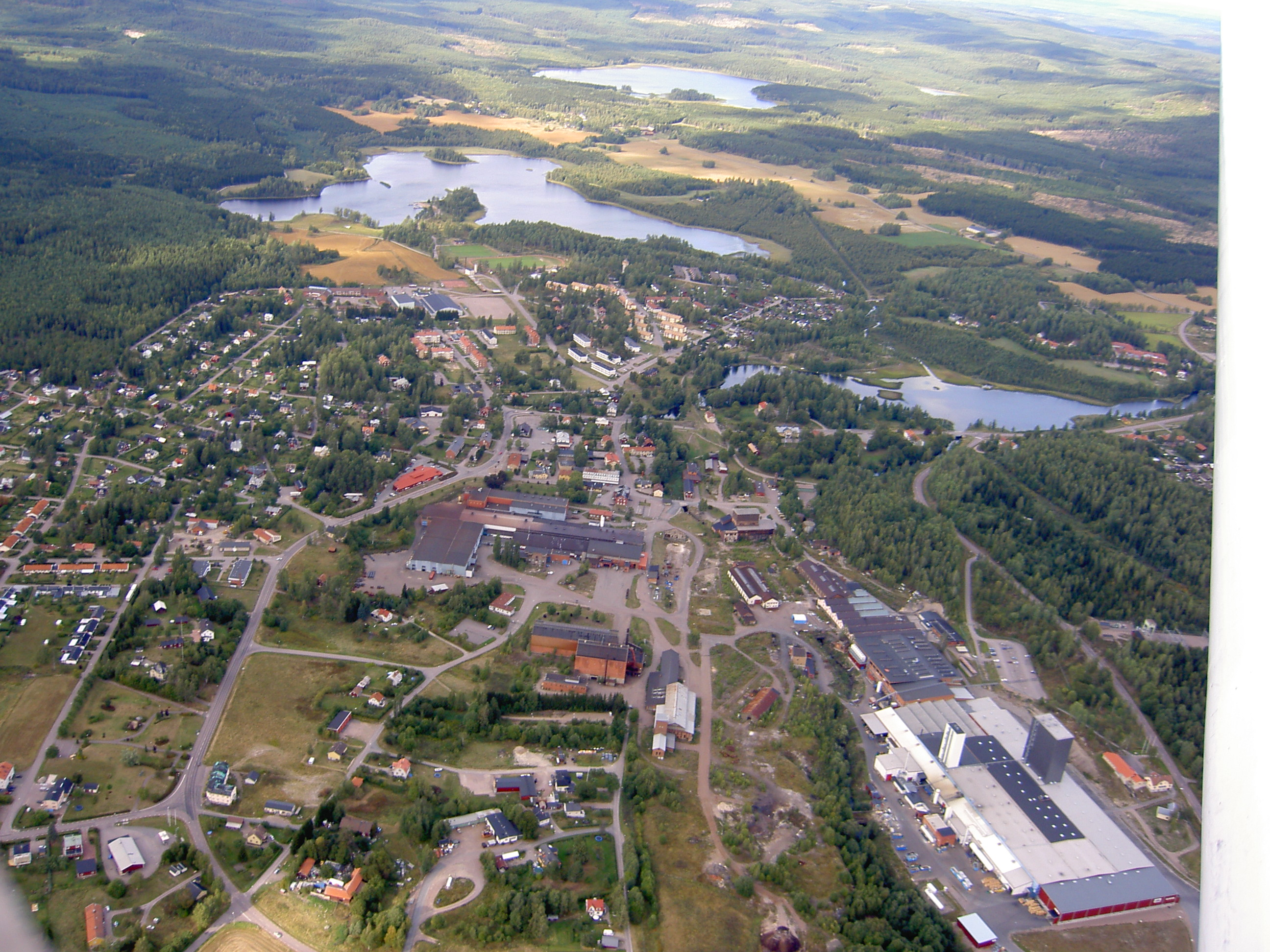
Långshyttan, 2007

Klosterverken var en del av Fagerstakoncernen mellan 1927 och 1984, med tillverkning av rostfritt stål och snabbstål framför allt i Långshyttan i Hedemora kommun.
Efter det att det 1871 bildade Klosters AB på 1920-talet hamnat i ekonomiska svårigheter, övertogs företaget 1927 genom Svenska Handelsbankens försorg med sina två bruk i Långshyttan och Stjärnsund av Fagersta Bruks AB. Verksamheten bedrevs inom den nybildade Fagerstakoncernen under namnet Klosterverken. I Långshyttan fanns då hytta, bessemerverk, martinverk, induktionsugn, götvalsverk, kallvalsverk och en mekanisk verkstad. År 1932 byggdes ett nytt verk för varmvalsning av tråd och band.
Verksamheten med järnhantering i Stjärnsunds bruk upphörde 1942 och bruket lades ned vid mitten av 1940-talet. Därefter kvarstod Långshyttan ensamt under namnet Klosterverken. 
Produktionsbredden och -omfattningen har därefter minskat över åren. År 1948 upphörde produktionen av tackjärn vid Långshyttan, varpå hyttan lades ned. Klosterverkens produktion av förädlade produkter har omfattat sådana i snabbstål och rostfritt stål. Snabbstålsdelen övertogs av Kloster Speedsteel AB 1982, medan den återstående delen av Klosterverken, kallvalsverket i Långshyttan, övertogs av Avesta AB 1984 och Klosterverken avvecklades.

## Tidslinje
- Fram till 1888 Klosters bruk, järnbruk i Kloster, Hedemora kommun från 1400- eller 1500-talet.
- 1871–1927 Klosters AB, en företagsgrupp bestående av Klosters bruk, Långshyttan och Stjärnsunds bruk.
- 1927–1984 Klosterverken
- 1982–1992 Kloster Speedsteel AB, bildat genom sammanslagning av snabbstålsdelarna av Klosterverken, Vikmanshyttan och Uddeholms AB (Söderfors).
- 1992– Erasteel Kloster AB, bildat genom sammanslagning av Kloster Speedsteel och den franska snabbstålstillverkaren Commentryenne.

Orten Kloster är den ort, som varit säte för Klosters bruk och också har givit namn åt Klosters AB och Klosterverken. Den närliggande Långshyttan var ett självständigt järnbruk fram till 1859, då det köptes av Klosters bruk och så småningom kom att bli den största enheten inom Klosters AB, och senare den största enheten inom Klosterverken. 
Långshyttans snabbstålsdel utgjorde från 1982 en produktionsenhet inom Kloster Speedsteel AB och därefter en inom av Erasteel Kloster AB, medan kallvalsverket Kloster, med produktion av tunna band, från 1984 ingick i Avesta AB och dess efterföljare Avesta Sheffield AB, Avesta Polarit AB och Outokumpu Oyj fram till 2014, då det lades ned det.
Erasteel Kloster AB har fortsatt produktionen av tråd och band i sitt varmvalsverk i Långshyttan.